# Joseph Beecham
Sir Joseph Beecham (8 juni 1848 – 23 oktober 1916) was een Brits industrieel.
Hij was de zoon van Thomas Beecham, een man van eenvoudige komaf die een farmaceutisch bedrijf had opgebouwd. Joseph Beecham werd de rechterhand van zijn vader in de fabriek in St. Helens. Hij deelde zijn vaders commerciële flair maar was theoretisch beter onderlegd. Samen zorgden ze voor de internationale expansie van Beecham's Pills (later GlaxoSmithKline). In 1888 werd een productie-eenheid in de Verenigde Staten geopend. Het bedrijf floreerde, onder andere door een agressieve stijl van adverteren. Zijn vader trok zich officieel terug uit het bedrijf in 1895 maar bleef toch actief tot zijn dood in 1907. Onder Joseph werd de expansie verder gezet. Hij trok zich terug uit het bedrijf in 1913 en overleed enkele jaren later.
Joseph Beecham werd geridderd en kreeg de titel van 1e Baronet. Hij was de vader van dirigent Thomas Beecham.